# Prîșleakî, Pustomîtî
Prîșleakî (în ucraineană Пришляки) este un sat în comuna Obroșîne din raionul Pustomîtî, regiunea Liov, Ucraina.

## Demografie
Componența lingvistică a localității Prîșleakî
     Ucraineană (100%)
Conform recensământului din 2001, toată populația localității Prîșleakî era vorbitoare de ucraineană (100%).